# Les Hermites
Les Hermites – miejscowość i gmina we Francji, w Regionie Centralnym, w departamencie Indre i Loara.
Według danych na rok 1990 gminę zamieszkiwało 448 osób, a gęstość zaludnienia wynosiła 14 osób/km² (wśród 1842 gmin Regionu Centralnego Les Hermites plasuje się na 720. miejscu pod względem liczby ludności, natomiast pod względem powierzchni na miejscu 307.).